# Almåsaberget
Almåsaberget ist ein 750 Meter hoher Berg in der Gemeinde Krokom, in Jämtlands län. Die Skipiste am Berg ist eine der größten und wichtigsten Skipisten außerhalb des Skandinavischen Gebirges in der historischen Provinz Jämtland. Die Piste wurde 1972 von der ehemaligen Gemeinde Offerdal gebaut und eröffnet.
Am Fuße des Berges liegt das Bauerndorf Almåsa, welches bereits 1410 erwähnt wird. In der näheren Umgebung fand man Reste weiterer mittelalterlicher Siedlungen.
Seit einigen Jahren stehen auf dem Berg Windkrafträder.